# Stoßgebet
Stoßgebet ist die deutsche Übersetzung von Martin Luther und Johann Fischart des lateinischen Ausdrucks precatio iaculatoria bzw. iaculatorium. Es ist ein Begriff aus den christlichen Religionen und bezeichnet ein kurzes, rasch hervorgestoßenes Gebet.

## Biblischer Ausgangspunkt
Biblischer Ausgangspunkt der Praxis des Gebetes von Stoßgebeten ist der 1. Brief an die Thessalonicher: „Betet ohne Unterlaß!“ (1 Thess 5, 17).

## Das Stoßgebet in der Alten Kirche
- Das Wort Stoßgebet ist eine Übersetzung des lateinischen Wortes iaculatorium. Dieses geht auf Augustinus zurück, der in einem Brief an die vornehme Römerin Proba von Gebeten wie Pfeile (iaculatas) sprach. Die Witwe Proba hatte ihn um Erläuterung gebeten, was es heiße, „immerfort zu beten“. Augustinus antwortete ihr daraufhin, dass es darauf ankäme, auch außerhalb der reinen Gebetszeiten, die nicht durchgängig möglich seien, immerfort die Sehnsucht nach Gott wachzuhalten[1] und erwähnt in diesem Zusammenhang die Praxis der Stoßgebte der ägyptischen Mönche:

„Man sagt, dass die Mönche in Ägypten fast
unablässig beten, doch sind es sehr kurze Gebete, so wie Pfeile [quadammodo iaculatas]. Dadurch wollen sie
vermeiden, dass die für die Beter so notwendige Wachsamkeit nachlassen könnte und
sich verflüchtige, wenn das Gebet zu lange dauert […] Es sollte auch nicht allzu viele
Worte enthalten, sondern voll Hingabe sein; so kann es in wacher Aufmerksamkeit
verharren […]“

.
- In der Sache spricht auch Chrysostomus von kurzen Gebeten:

„Kurze und öftere Gebetsübungen haben Christus, Petrus und Paulus befohlen mit kleinen Zwischenräumen. Wenn du fortwährend häufige Gebete unternimmst, und die ganze Zeit sehr oft damit auffüllst, so wirst du leicht Bescheidenheit zeigen können, und die Gebete selbst mit großer Geschicklichkeit verrichten“

## Das Stoßgebet im Protestantismus
Die frühesten Belege für das Wort Stoßgebet finden sich bei Martin Luther und Johann Fischart.
Ein Stoßgebet sprechen oder zum Himmel schicken bedeutet, laut Lutz Röhrich, ein kurzes, in Angst hervorgestoßenes Gebet sprechen oder im letzten Augenblick vor dem Tod mit großer Inbrunst beten.
So war das (angebliche) Gebet von Martin Luther bei dem Blitzerlebnis „Hilf, du heilige Anna, ich will Mönch werden!“ ein Stoßgebet in diesem Sinn.
Ein Stoßgebet muss aber nichts mit Angst und Schrecken oder Tod zu tun haben. Es kann alle Dimensionen des Gebetes haben (Anbetung, Dank, Bitte …) und sollte letztlich Ausdruck der Hingabe und der Frömmigkeit sein.
Von Melanchthon wird berichtet, dass für ihn typisch der Ruf gewesen sei „Unser Herr Gott helf uns und sei uns gnädig!“.
Bach unterschrieb seine Werke mit Soli Deo Gloria, was auch als Stoßgebet betrachtet werden kann.
Das Stoßgebet war in den Kreisen der religiös Erweckten besonders beliebt. In einem Lied aus dem Gesangbuch der Brüdergemeinde aus dem Jahr 1765 heißt es:

Eh die Lippen kalt sein, 

Soll uns kein Stoßgebet 

Zu simpel und zu alt sein, 

Das zu Christi Blut 

Eine Wallfahrt thut.

Die Redewendung „kaum noch Zeit für ein Stoßgebet finden“ bedeutet, bald sterben müssen.
Im „Soldaten-Katechismus“ des deutschen Dichters Achim von Arnim heißt es:
„Ein Stoßgebet in Not erhöht des Mannes Mut und stillt das Blut.“
In Anspielung auf Goethes Leiden des jungen Werthers heißt es in einer „Stoßgebet“ betitelten Parodie auf die lutherische Litanei:

Vor Werthers Leiden,

Mehr noch vor seinen Freuden 

Bewahr uns, lieber Herre Gott!

## Das Stoßgebet im Katholizismus
In der Katholischen Kirche wird das Beten von Stoßgebeten ebenfalls empfohlen.
So etwa von Jacques Maritain:

„Man kann in der Eisenbahn beten und in der Untergrundbahn und im Wartezimmer des Zahnarztes. Man kann sich auch mit jenen kurzen Gebeten behelfen, die wie ein Schrei sind …“

## Verwandtes

### Der Stoßseufzer
Im Zusammenhang mit dem Wort Stoßgebet ist auch das Wort Stoßseufzer, ein kurzer starker Seufzer, zu sehen. Beispiel eines Stoßseufzers ist das in der Flensburger Petuhsprache verankerte Ohaueha, das, je intensiver der Seufzer ausfällt, zu Ohauehaueha oder Ohauehauehaueha verlängert werden kann.